# Gloucester Road Station
Gloucester Road Station er en London Underground-station i Kensington, Vestlondon. Den betjenes af District, Circle og Piccadilly lines. På District og Piccadilly lines ligger stationen mellem South Kensington og Earl's Court, og på Circle line er den mellem South Kensington og High Street Kensington. Den ligger i takstzone 1. Stationens indgang er placeret tæt på krydset mellem Gloucester Road og Cromwell Road. I nærheden ligger Cromwell Hospital og Baden-Powell House.
Stationen er to-delt:
- Perroner i afgravning, der blev åbnet i 1868 af Metropolitan Railway, som en del af selskabets forlængelse af Inner Circle-ruten fra Paddington til South Kensington og Westminster.
- Dybtliggende perroner, der blev åbnet i 1906 af Great Northern, Piccadilly and Brompton Railway.

Banen i afgravning har været betjent af en varieté af både Underground- og fjerntogsbetjeninger gennem tiden, mens de dybtliggende perroner har lagt stort set uændret. En ubenyttet perron i afgravningsstationen benyttes til periodiske kunstudstillinger, som en del af Transport for Londons Art on the Underground-program.

## Historie

### Afgravningsstation
Stationen blev åbnet som Brompton (Gloucester Road) den 1. oktober 1868 af Metropolitan Railway (MR, senere Metropolitan line), da selskabet åbnede en forlængelse fra Praed Street (nu Paddington). Stationen fungerede som midlertidig endestation for jernbanen indtil 24. december 1868, hvor MR åbnede sporene til South Kensington, for at få forbindelse til den første del af Metropolitan District Railway (MDR, senere District line), der samme dag åbnede fra South Kensington til Westminster. Stationen blev udstyret med fire perroner overdækket af et elliptisk glaseret jerntag. Der blev bygget en to-etagers stationsbygning i flødefarvede mursten med buede vinduer og et ornamentalt rækværk på taget i den østlige del. I begyndelsen kørte MR alle tog på begge selskabers spor.
Boligudviklingen havde gradvist spredt sig mod vest fra Belgravia siden 1840'erne, men området omkring stationsgrunden var hovedsageligt benyttet som frilandsgartneri, da den nye bane blev anlagt. Planlægningen af banen motiverede de lokale grundejere, inklusive Lord Kensington, til at forlænge Cromwell Road mod vest, og åbningen af Gloucester Road Station stimulerede hastig boligudvikling i de tilstødende områder.
Den 12. april 1869 åbnede MDR en sydvestlig forlængelse fra Gloucester Road til West Brompton, hvor de åbnede en skiftestation til West London Extension Joint Railway (WLEJR, nu West London Line). Ved åbningen var der ingen mellemliggende station – Earl's Court Station åbnede først i 1871 – og togene kørte som en shuttle mellem de to stations. Den 1. august 1870 åbnede MDR yderligere spor mellem Gloucester Road og South Kensington og West Brompton-shuttlen blev til en gennemkørende betjening.
Den 3. juli 1871 åbnede MDR sine egne spor mellem Gloucester Road og High Street Kensington. Disse spor, kaldet Cromwellkurven, blev åbnet uden parlamentarisk godkendelse i et forgæves forsøg fra MDR for at forbedre deres andel af omsætningen mellem High Street Kensington og South Kensington Stationer, der blev opgjort på basis af længden af spor ejet af de to selskaber.
Den 1. februar 1872 åbnede MDR en nordgående afgrening fra sin station ved Earl's Court for forbindelse til West London Extension Joint Railway (WLEJR, nu West London Line), hvilket der var forbindelse til ved Addison Road (nu Kensington (Olympia)). Fra denne dag begyndte "Outer Circle"-tog at køre på MDR's spor. Betjeningen blev kørt af North London Railway (NLR) fra sin endestation på Broad Street (nu nedrevet) i City of London via North London Line til Willesden Junction, herfra West London Line til Addison Road og MDR til Mansion House – MDR's nye østlige endestation.
Fra 1. august 1872 begyndte "Middle Circle"-tog også kørsler gennem Westminster fra Moorgate langs MR's spor på den nordlige side af Inner Circle til Paddington, herfra på Hammersmith & City Railway (H&CR)-spor til Latimer Road, videre, via en nu fjernet forbindelse, til West London Line til Addison Road og MDR til Mansion House. Betjeningen blev kørt i fællesskab mellem H&CR og MDR.
Den 30. juni 1900, blev Middle Circle-togene indstillet mellem Earl's Court og Mansion House, og den 31. december 1908 blev Outer Circle-togene forkortet til Earl's Court. I 1949 kørte Metropolitan line Inner Circle-ruten, og den fik sin egen identitet på netværkskort som Circle line. I 1907 blev "Brompton" sløjfet fra stationens navn, for at bringe det i overensstemmelse med den dybtliggende station.
I 1970'erne blev det østgående Circle line-spor taget ud af drift og sporlayoutet blev omlagt for at fjerne de vestgående Circle line-spor og gøre ø-perronen bredere. De østgående Circle og District lines betjener begge den nordlige side af ø-perronen og vestgående Circle line, der var blev omlagt, betjener sydsiden af ø-perronen. Den ubenyttede perron benyttes til Art on the Underground-udstillinger, ofte placeret ind i murstensfordybningerne i den nordlige støttevæg. I 1990'erne blev der anlagt et dæk over District og Circle line-perronerne, hvorpå et butikscenter og lejligheder blev bygget.
- Circle og District line-perron før dækket blev anlagt, set mod øst
- Circle og District line-perroner, set mod øst

### Dybtliggende station
I begyndelsen af det 20. århundrede var MDR blevet forlænget til Richmond, Ealing Broadway, Hounslow West og Wimbledon mod vest og til New Cross Gate mod øst. Den sydlige del af Inner Circle havde betydelige kapacitetsproblemer mellem South Kensington og Mansion House, hvor MDR i gennemsnit kørte 20 tog i timen, og endnu mere i myldretiderne.
For at løsne trængslen planlagde MDR en dybtliggende ekspresbane fra en forbindelse til deres afgravningsspor vest for Gloucester Road og til Mansion House. Tunnelerne skulle ligge omkring 18-21 m under den eksisterende afgravningsrute med kun ét mellemliggende stop på Charing Cross (nu Embankment). Parlamentet godkendte projektet i 1897, men der blev aldrig udført nogle arbejder. I 1898 overtog MDR Brompton and Piccadilly Circus Railway (B&PCR), som havde planlagt en rute fra South Kensington til Piccadilly Circus. Ruten blev modificeret, så den fik forbindelse til MDR's dybtliggende rute på South Kensington.
Efter MDR blev opkøbt af Underground Electric Railways Company of London i 1902, blev de planlagte MDR og B&PCR-linjer koblet sammen med en tredje foreslået rute fra Great Northern and Strand Railway. Den dybtliggende MDR-rute blev revideret i den vestlige ende, så den fortsætter til Earl's Court og kommer over jorden øst for Barons Court. De dybtliggende perroner blev åbnet den 15. december 1906 af Great Northern, Piccadilly and Brompton Railway (GNP&BR, nu Piccadilly line), der kørte mellem Finsbury Park og Hammersmith. En ny overfladebygning til elevatorerne blev tegnet af Leslie Green med GNP&BR's karakteristiske okseblodsrøde, glaserede terracottafacade.
Som en del af udviklingen over afgravningsperronerne blev stationsbygningerne ombygget indvendigt for at dele en enkelt indgang og billetkontor. Rum i Piccadilly line-bygningen som tidligere blev benyttet til driftsformål eller som udgang til gaden benyttes nu til detailsalg. I løbet af 2000'erne blev stationens dybtliggende dele renoveret og områder med ødelagte vægfliser blev udskiftet. De mørkegrønne og flødefarvede flisevægge i Piccadilly lines dybe gange og perroner blev restaureret, hvor ødelagte fliser blev erstattet af reproduktioner der matcher det oprindelige design.
Den 24. maj 1957 blev Teresa Lubienska, en polsk grevinde, der havde overlevet Auschwitz, stukket fem gange på den østgående Piccadilly line-perron og døde kort efter. Hendes overfaldsmand blev aldrig fanget.

## Betjeninger
Stationen ligger i takstzone 1. På District og Piccadilly lines er stationen mellem Earl's Court og South Kensington, og på Circle line er den mellem High Street Kensington og South Kensington. Gloucester Road er den vestligste skiftemulighed mellem disse tre baner, selvom netværkskortet fremhæver et lettere skifte på South Kensington. Togenes frekvenser varierer gennem dagen, men generelt kører District line-tog hvert 2. til 6. minut fra cirka 05:15 til 00:30 mod øst og fra 06:00 til 00:45 mod vest; disse suppleres af Circle line-tog hvert 8. til 12. minut fra cirka 05:20 til 00:30 med uret rundt og fra 05:15 til 00:15 mod uret rundt. Piccadilly line-tog kører hvert 2. til 6. minut fra cirka 05:40 til 00:25 mod øst og fra 05:55 til 00:40 mod vest.
På Piccadilly line benyttes 1973-materiel, mens der på Circle line benyttes C-materiel og på District line benyttes D78-materiel. Fra 2012 vil S-materiel erstatte C-materiellet på Circle line.

## Transportforbindelser
London buslinjer 49, 74 og natlinjerne N74 og N97 betjener stationen.